# Rozumnîțea, Stavîșce
Rozumnîțea (în ucraineană Розумниця) este o comună în raionul Stavîșce, regiunea Kiev, Ucraina, formată numai din satul de reședință.

## Demografie
Componența lingvistică a comunei Rozumnîțea
     Ucraineană (97,2%)
     Rusă (2,47%)
     Alte limbi (0,33%)
Conform recensământului din 2001, majoritatea populației comunei Rozumnîțea era vorbitoare de ucraineană (97,2%), existând în minoritate și vorbitori de rusă (2,47%).